# Monte Bove
Il monte Bove (2.169 m s.l.m.) è una montagna situata nella parte centro-settentrionale della catena dei monti Sibillini.
Delimitato a nord dalla gola del torrente Ussita, a sud si affaccia sulla vallata di Vallinfante e si collega con la linea di cresta del gruppo montuoso con il Passo Cattivo, ad est si affaccia sulla selvaggia val di Panico e ad ovest sulla valle dell'Ussita e sulle frazioni del paese omonimo.

## Descrizione
Il massiccio del Bove ha due cime principali, la sud (2.169 metri) e la nord (2.112 metri). A nord-ovest è presente una cima rocciosa, Croce di Monte Bove, ben visibile dalla vallata sottostante e caratterizzata da una grande croce metallica. A sud è delimitato dal monte Bicco, dal monte Cornaccione dal passo Cattivo. Caratteristica del massiccio è la val di Bove, chiusa ad est e nord dal monte Bove ed a sud dal monte Bicco, di origine glaciale e crivellata di doline. Sulla cima sud è presente la stazione di arrivo della vecchia funivia del Bove, in disuso da anni, che costituisce uno degli sfregi peggiori dell'intero Appennino centrale. Il tentativo di penetrazione meccanica era finalizzato alla realizzazione di un progetto per la creazione di una stazione sciistica sulla cima Sud del Bove, della quale sono ancora visibili alcuni tralicci installati al tempo per gli skilift e mai utilizzati. Problemi tecnici irrisolti (formazione di ghiaccio sui cavi), e in seguito la costituzione del Parco, hanno definitivamente bloccato il progetto.

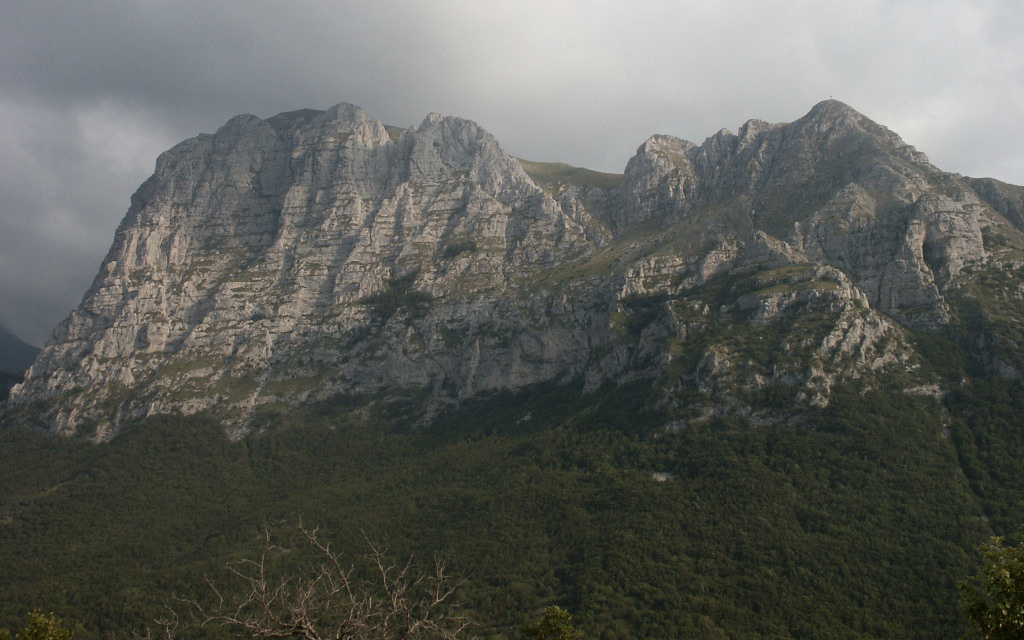
Monte Bove

I versanti nord ed est sono caratterizzati da grandi pareti rocciose, alte fino a 750 metri e larghe, complessivamente, oltre 2 chilometri, formate da calcare di tipo dolomitico, e interessanti dal punto di vista alpinistico seppur la qualità della roccia non sia delle migliori. La parete nord è divisa, a sua volta, in tre spalti (orientale, centrale ed occidentale), delimitati da due profondi colatoi. Le zone di maggior interesse alpinistico sono, per la roccia, la Quinta Piccola, situata a sud della cima di Croce di monte Bove e punta Anna, un gendarme che domina la parte alta della zona sud della parete est. Per l'alpinismo invernale sono noti i canali sotto la cima sud, sulla testata della Val di Bove, che ghiacciando creano l'ambiente ideale per splendide salite.

## Geologia
Dal punto di vista geologico il massiccio del monte Bove è caratterizzato dalla presenza di calcare massiccio, sedimentatosi tra 210 e 180 milioni di anni fa (Triassico superiore - Giurassico) dello spessore variabile tra seicento ed oltre ottocento metri, costituito per oltre il 50% da resti fossili di fauna e flora, sedimentato a profondità relativamente modeste sulla piattaforma carbonatica comune a tutto l'appennino centro-settentrionale. Il calcare massiccio è comune nel gruppo dei Sibillini da sud a nord (Vettore versante est, pizzo del Diavolo, scoglio dell'Aquila, Palazzo Borghese, Infernaccio, monte Bicco, val d'Ambro).
Il Monte Bove è attraversato dalla struttura sismogenetica (faglia) che ha generato (in parte) il Sisma del Centro Italia nel 2016-2017. Le scosse della sera del 26 ottobre 2016, con epicentro fra i comuni di Castelsantangelo sul Nera, Ussita e Visso, sono state generate proprio dal segmento di faglia posto sul Monte Bove.

## Alpinismo
L'esplorazione alpinistica del Bove inizia probabilmente con A. Maurizi intorno al 1930, ma si sviluppa realmente solo nel secondo dopoguerra; nel 1955 Alletto e Consiglio salgono l'imponente spigolo nord-est del Bove, alto 750 metri, e Moretti, Mainini e Perucci concludono la prima salita della parete est. Successivamente vengono aperti diversi itinerari sugli spalti della parete nord. Negli anni ottanta si sviluppa anche un certo interesse per le salite invernali. Il 1º aprile 1991 proprio sul monte Bove, a soli quarantaquattro anni e ancora nel pieno della sua attività alpinistica, il famoso alpinista Gian Carlo Grassi perde la vita dopo aver salito una cascata di ghiaccio, per il distacco di una cornice di neve.

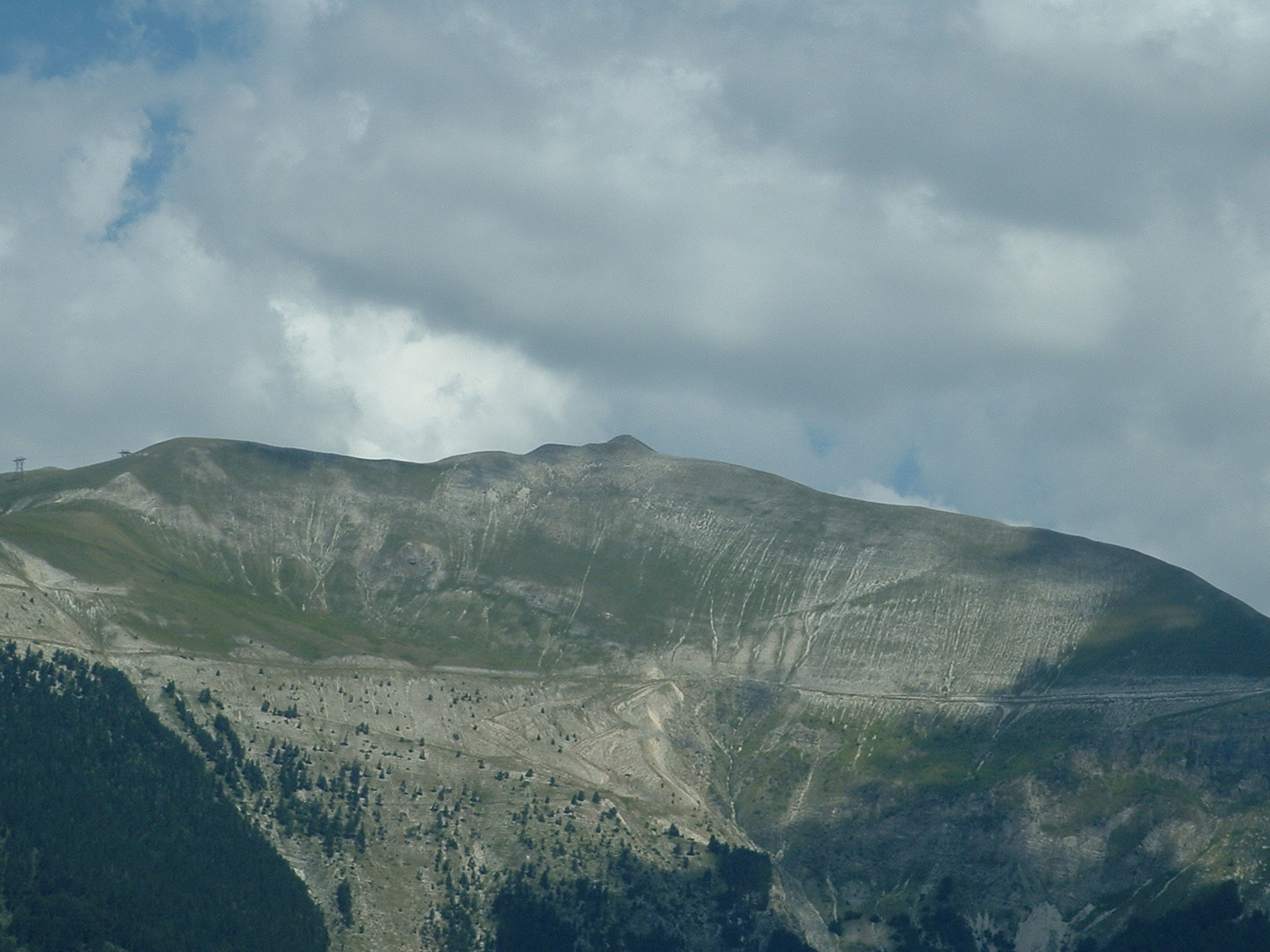
Il Monte Bove Sud